# Pleuractis gravis
Espèce
Pleuractis gravis est une espèce de coraux appartenant à la famille des Fungiidae.